# فرانسيس موندز
فرانسيس ليليان ويلارد «فاني» موندز (بالإنجليزية: Frances Munds)‏ (10 يونيو 1866 - 16 ديسمبر 1948) منادية أمريكية بمنح المرأة حق الاقتراع وقائدة لحركة الاقتراع داخل أريزونا. واصلت بعد تحقيق هدفها في منح النساء حق الاقتراع على مستوى الولاية، لتصبح عضوًا في مجلس الشيوخ في أريزونا منذ أكثر من خمس سنوات قبل المصادقة على التعديل التاسع عشر لدستور الولايات المتحدة الذي منح حق التصويت لجميع النساء الأمريكيات.

## نشأتها
ولدت موندز باسم فرانسيس ليليان ويلارد في فرانكلين، كاليفورنيا، في 10 يونيو عام 1866، كانت الطفل الثامن لجويل وماري غريس فينيارد ويلارد وحفيدة ألكسندر هاميلتون ويلارد. كانت عائلتها تعمل في تربية المواشي التي انتقلت إلى نيفادا قبل الانتقال إلى إقليم أريزونا. تلقت ويلارد تعليمها في المعهد المركزي في بيتسفيلد، مين، وتخرجت في عام 1885.
بعد التخرج، انضمت ويلارد إلى عائلتها في إقليم أريزونا، حيث كان إخوانها الأربعة يديرون مزرعة مواشي في وادي فيردي مع شريك والدها التجاري السابق، ويليام موندز (توفي جويل ويلارد عام 1879). عملت بصفتها معلمة مدرسة في منظمات باين وبايسون وماير قبل أن تتزوج من جون لي موندز، الابن الأصغر لويلارد موندز، في عام 1890. انتقل الزوجان إلى بريسكوت في عام 1893 حيث انتُخب جون موندز باعتباره عمدة لمقاطعة يافاباي لفترتين ابتداءً من عام 1899. كان للزوجين ابن واحد وابنتان.

## الجهود في منح حق الاقتراع
في عام 1898، انتُخبت موندز أمينًا لمنظمة منح المرأة حق الاقتراع في إقليم أريزونا. وبالتعاون مع رئيسة المنظمة بولين أونيل، تواصلت مع النساء المورمونيات داخل الإقليم. كان هذا بمثابة تغيير عن ممارسات قادة الاقتراع السابقين، مثل جوزفين براولي هيوز، الذين تجنبوا مجتمع المورمون. مكّن هذا التواصل المنظمة من ممارسة الضغط على الأعضاء المورمون في الهيئة التشريعية الإقليمية لدعم التشريعات الداعمة للمرأة. كما حضرت موندز جلسات تشريعية شخصيًا لممارسة الضغط من أجل قضايا المرأة. بعد عدة سنوات من الجهد، أقر المجلس التشريعي الإقليمي لعام 1903 مشروع قانون يمنح المرأة حق التصويت. رفض حاكم الإقليم ألكسندر برودي هذا التشريع لاحقًا. واعترض الحاكم كيبي لاحقًا على مشروع قانون مماثل.
في عام 1909، مع الظهور الوشيك لكيان الدولة، أبرمت موندز صفقة مع الاتحاد الغربي لعمال المناجم والتي ستدعم النقابة العمالية حق المرأة في التصويت مقابل دعم المنظمة النسائية في قضايا العمل. في العام التالي، أثناء مؤتمر أريزونا الدستوري، قُدم اقتراح لمنح المرأة حق الاقتراع. ألغي المشروع المقترح قبل إضافته إلى الدستور.
بعد انضمام أريزونا إلى الاتحاد في 14 فبراير 1912، انتخب اجتماع لمنظمة حقوق المرأة في ولاية أريزونا بالإجماع موندز رئيسًا للمنظمة. رفضت في البداية قبول المنصب، لكنها وافقت على شرط إعادة تسمية المنصب رئيس مجلس الإدارة، والسماح لها بإعادة تنظيم منظمة الولاية. خلال صيف عام 1912، ساعدت موندز في تنظيم حملة عريضة لجمع 3342 من التوقيعات اللازمة لمبادرة الاقتراع. بعد جمع التوقيعات اللازمة، شرعت موندز في الحصول على دعم 95٪ من النقابات العمالية في الولاية. وعندما جاء الحزب التقدمي لصالح قضية الاقتراع، تمكنت موندز من إرغام الحزبين الديمقراطي والجمهوري على إعادة تقييم مواقفهما من خلال التهديد بإلقاء الدعم من النساء على الحزب الثالث. انتهت مبادرة الاقتراع عندما فُرزت نتائج الانتخابات، بفارق ثلاثة إلى واحد في كل مقاطعة.